# La Serpara
La Serpara ist ein Skulpturengarten in der Hügellandschaft nahe Orvieto in Italien bei Civitella d’Agliano.

## Beschreibung
Der Park wurde 1997 von dem Schweizer Künstler und Bildhauer Paul Wiedmer gegründet.
La Serpara wächst von Jahr zu Jahr durch die Aufstellung neuer Arbeiten von Wiedmer sowie durch Ausstellungen und Dauerleihgaben eingeladener Künstlerfreunde: Thomas Baumgärtel, Albert Braun, Bruno Ceccobelli, Res Ingold, Wilhelm Koch, Daniel Kufner, Graziano Marini, M.S. Bastian und Isabelle L., Attilio Pierelli, Reini Rühlin, Pavel Schmidt, Ursula Stalder, Daniel Spoerri, Daniel Braeg, Rita Rohlfin, Samuele Vesuvio, Bruno Wank, Massimo de Giovanni, Petra Fiebig & Uwe Schloen, John Greer, Jérémie Crettol, Severin Müller, Vanessa Paschakarnis, Werther Germondari, Thorsten Kirchhoff, Kurt Sommer, Riccardo Murelli, Pasquale Altieri, Karl Manfred Rennertz, Ralf Sander.